# SAP (企業)
SAP SE（ドイツ語: SAP SE エス・エー・ピー）は、ドイツのバーデン＝ヴュルテンベルク州ヴァルドルフに本社を置くヨーロッパ最大のソフトウェア開発会社である。
フランクフルト証券取引所、ニューヨーク証券取引所上場企業 (FWB: SAP, NYSE: SAP)。

## 解説
1972年にIBMのドイツ法人を退社した5人のエンジニアによって創業された。主にビジネス向けソフトウェアの開発を手がける大手ソフトウェア企業で、売上高はマイクロソフト、オラクル、IBMに続いて世界第4位である。特に大企業向けのエンタープライズソフトウェア市場で大きなシェアを有し、企業の基幹システムであるERP分野で世界一である。クラウドコンピューティングの分野にも注力し、SaaS分野の売上高では2019年時点で世界4位、クラウド分野総合の売上高（SaaS及びPaaS/IaaSの合計）が2020年時点で世界5位に位置している。
2019年末時点で、世界全体での売上高が約3兆3000億円、従業員が約100,000人の規模である。日本法人のSAPジャパンは1992年（平成4年）に設立され、従業員は約1,500人である。
第二次世界大戦後に創業した西ドイツ企業の中で最も成功した企業の一つで、時価総額は2019年時点で約18兆円で、ドイツ最大の企業である。2019年時点において世界190か国で440,000社の顧客を抱え、経済誌『フォーブス』が毎年選出するフォーブス・グローバル2000にランクインする企業のうち92%がSAPの顧客である。
SAPの社名は「システム分析とプログラム開発」を意味するドイツ語 Systemanalyse und Programmentwicklung から採ったもので、後に Systeme, Anwendungen und Produkte in der Datenverarbeitung（データ処理におけるシステム、応用および製品）と変更されたが、2005年に SAP AG が正式な社名となった。また、2014年7月からは企業形態を欧州会社（羅: Societas Europaea）に変更し、社名を SAP SE と変更した。俗に「サップ」とアクロニムで呼ばれることもあるが、SAPは「エス・エー・ピー」が正しい読み方であるとしている。
広告などのキャッチコピーは「Run Simple」。

## 主要製品・サービス

### 基幹システムパッケージ
SAPの主な製品は、基幹システムパッケージに代表されるビジネスアプリケーション群である。SAPのシステムは、企業における会計システム、物流システム、販売システム、人事システムなどからなり、それぞれがデータ的に一元化されているためにリアルタイムな分析が可能となる。
最も有名な製品は「SAP R/3」という基幹システムパッケージ製品であり、「R」はリアルタイムを意味し、「3」は三層アーキテクチャを採用していることを表している。「SAP R/3」以前はメインフレーム「SAP R/2」上で動作するソフトウェアが開発・販売されていた。後継製品として、2004年7月に出荷された「mySAP 基幹システムパッケージ2004」、2006年5月に出荷された「mySAP 基幹システムパッケージ2005」があり、2006年6月に「SAP 基幹システムパッケージ 6.0」（「SAP ERP」）が出荷され、R/3という名前の製品はもはや出荷されていない。また、2015年2月からは同社のインメモリーデータベース「SAP HANA」をプラットフォームに採用した次世代基幹システムパッケージである「SAP S/4HANA」が提供開始されている。「S」はSimpleを意味する。
機能要件に合わせてアドオン開発する場合は、SAP独自言語であるABAPを利用し開発環境であるABAPワークベンチ上で開発を行う。また、OpenSQLと呼ばれるデータベース非依存のSQL文を利用することでさまざまなデータベースに対応させるとともに、テーブルバッファによるデータのキャッシュの機能を持たせて性能を向上させている。
中小企業向けの基幹システムパッケージとして「SAP Business One」、中堅企業向けに「SAP Business All-in-One」が提供されている。2007年9月19日にオンデマンド型の基幹システムパッケージソフトウェアサービス「SAP Business ByDesign」を発表した。

### 業務パッケージソフト／SaaS
SAPは基幹システム以外にもCRMやSCM、PLMといった幅広い分野でソリューションを提供し、大企業向けから中堅中小企業向けまで幅広くソリューションを提供している。また、オンプレミス製品依存からの脱却を目指し、クラウドサービスも積極的に展開しており、2020年にSaaS分野で売上世界3位にまで拡大した。
CRM分野ではオンプレミス型の「SAP CRM」やSaaS型の「クラウド・フォー・カスタマー」を提供しており、2015年時点のCRM分野の売上高は、首位の米セールスフォースに続き世界2位である。2018年6月にインメモリデータプラットフォームを採用した次世代CRMとして「SAP C/4HANA」を発表した。2020年にIDCによって世界小売コマースプラットフォームソフトウェアプロバイダー部門でリーダー格の一社として選出された。
金融機関固有業務向けのパッケージも手がけており、銀行向けの「コア・バンキング」や「オムニチャネル・バンキング」、保険業界向けの「エスエイピー・フォー・インシュランス」なども提供している。

### アプリケーションサーバー／SOA
当初の戦略はあまねく業務ソフトウェアを提供し、SAP製品同士であればシステム間のデータなどの整合性を担保することによって他社との競争優位を引き出していたが、昨今のサービス指向アーキテクチャ (SOA) の流行による戦略の転換を図り、2003年からはSOAに対応した「SAP NetWeaver」という製品を販売している。SAPはSOAをenterprise SOA（登場当時はEnterprise Service Architecture〈ESA〉と呼ばれた）と呼称している。

### DB／BI／DWH
2008年1月にビジネスインテリジェンス (BI) 最大手のBusinessObjects（ビジネスオブジェクツ）社を買収し、情報分析・活用分野も強化している。計画、予測、BIなどのアナリティクス機能を1つにまとめたSaaS型のソリューション「SAP Analytics Cloud」（旧称「SAP BusinessObjects Cloud」）も提供している。
2010年にデータベース大手Sybase（サイベース）社を買収し、リレーショナルデータベース製品「SAP Sybase Adaptive Server Enterprise」（ASE, 旧称：「Sybase Adaptive Server Enterprise」）や「SAP IQ」（旧称：「Sybase IQ」）を販売しているが、2010年よりインメモリデータベース「SAP HANA」をリリースした。SAP HANAのリリース以降、SAPはSAP HANAを専用データベースとして採用した製品を次々とリリースしており、2015年に次世代ERP「SAP S/4HANA」の提供を開始、2016年にDWH（データウェアハウス）製品の「SAP BW/4HANA」をリリースした。2019年にSAPはガートナー社によるマジック・クアドラントのオペレーショナルデータベース管理部門でリーダー企業の1社に選出され、総合評価で4位につけている。

### PaaS
2013年にクラウドネイティブのウェブアプリケーションやモバイルアプリケーションを開発できるクラウドベースのアプリケーション開発プラットフォーム「SAP Cloud Platform」（旧称：「SAP HANA Cloud Platform」）の提供を開始した。Appleとの提携に基づいた「SAP Cloud Platform SDK for iOS」やIoT活用の基盤となる「SAP Cloud Platform IoTサービス」なども提供している。
SAP Business Suite製品群を運用するために特化されたプライベートマネージドクラウドサービスとして「SAP HANA Enterprise Cloud」(HEC) も提供されている。

### AI / RPA
人工知能 (AI) やロボティック・プロセス・オートメーション (RPA) を活用したアプリケーションの開発も行っている。機械学習ソリューションを開発するためのプラットフォームとして「SAP Leonardo Machine Learning」やチャットボットアプリを開発するための「SAP Conversational AI」を提供しているほか、在庫などの予測分析のための「SAP Predictive Analytics」、支払請求書と入金消込のマッチングを自動的に行う「SAP Cash Application」、ブランドマーケティングの効果を測定するための「SAP Brand Impact」などの業務アプリケーションがリリースされている。
2018年にフランスのContextor社を買収し、2019年に「SAP Cloud Platform」上で利用できるサービスとして「SAP Intelligent Robotic Process Automation」を発表してRPA市場への参入を果たした。

### IoT
2017年1月にモノのインターネット (IoT) 関連のサービスポートフォリオとして「SAP Leonardo」（現「SAP Leonardo IoT」）をリリースし、企業のIoT導入を支援するソフトウェア群とコンサルティングサービスの提供を開始した。2017年5月に自動車の挙動情報を収集し分析するアプリケーション「Connected Transportation Safety」(CTS) も公開された。

### ブロックチェーン
「SAP Leonardo」の一部として「SAP Leonardo Blockchain」パッケージでブロックチェーン技術を利用可能であったが、2018年6月にブロックチェーン・アズ・ア・サービス (Blockchain as a service) として「SAP Cloud Platform Blockchain」の提供開始を発表した。SAPはこれまでに製造、流通、食品、医薬品等の多数の分野でブロックチェーンの利用事例を作り、65社の企業と提携している。さらにSAPグループ開発技術の利用資格を持つメンバーのブロックチェーンコンソーシアムを結成しており、ヒューレット・パッカード・エンタープライズ、インテル、UPSなどの大手企業が参加を表明している。

### 量子コンピューティング
ドイツ企業10社で結成した量子コンピューティング活用のためのコンソーシアムにSAPも参画しており、フォルクスワーゲンやボッシュ、シーメンス、メルク、BASFなどの企業と協力して電気自動車用電池の開発や創薬で活用に取り組んでいる。

## 業務提携
近年では異業種を含めた他社との協業を強化し、新たな領域での事業の創出に注力している。2015年12月時点では新事業が売上高の6割を占め、ERPを中心とする既存事業からの依存脱却を図っている。提携先は、Apple、Google、IBM、マイクロソフトなどのIT企業のほか、異業種ではシーメンス、アンダーアーマー、UPS、アディダス、トレニタリア（鉄道大手）、ピレリ（タイヤ大手）、サッカードイツ代表チーム、韓国政府、中国政府などの企業や組織が挙げられる。
Appleとは法人向けAIを活用した対話アプリや法人向けクラウドサービスの開発を行っている。
IoT分野では、ドイツが官民一体で進めるインダストリー4.0と呼ばれる次世代の産業創出のための国家プロジェクトに参画し、シーメンスやボッシュと協力して世界標準策定に携わっている。2016年にGEグループとも提携し、IoT分野での影響力拡大を図っている。
医療分野では癌研究をリードする米国臨床腫瘍学会 (ASCO) が2015年に開始したプロジェクトに参画し、治療履歴を活用して治療方法を研究するソフトウェアを開発した。金融では2016年7月には米リップル・ラボやカナダのATBフィナンシャル銀行と協力して、ブロックチェーン技術を採用したカナダからドイツへの国際送金に成功した。
日本企業とも協業を広めて2015年10月17日に横浜F・マリノスと提携し、クラブチーム運営業務の効率化やファン満足度向上のためのマーケティング活動に取り組むことを発表した。2016年9月15日にNTTとIoTを活用した安全運航管理サービスを開始した。2018年3月にコニカミノルタと提携してRPAを活用したクラウド型データ入力サービスも提供している。

## 歴史

### 略歴
- 1972年 - ドイツにSystemanalyse und Programmentwicklungを設立。
- 1976年 - 社名をSAPに変更。
- 1992年10月16日 - 日本法人としてSAPジャパン株式会社を設立。
- 2006年5月12日 - コンプライアンスソリューション企業 Virsa Systems 社を買収[59]。
- 2008年1月15日 - ビジネスインテリジェンスソフトウェアベンダー Business Objects 社を買収[60]。
- 2010年5月12日 - データベース系のソフトウェアベンダー Sybase の買収合意を発表[61]。
- 2011年12月3日 - クラウド人事管理系のソフトウェアベンダー SuccessFactors（英語版） の買収合意を発表[62]。
- 2013年8月 - カスタマーエクスペリエンスの hybris を買収。
- 2014年9月 - SaaSベンダー2位でクラウド経費精算ソリューションを展開するコンカー・テクノロジーズを買収[63]。
- 2014年7月 - ドイツ企業から欧州会社への転換に伴い、社名をSAP SEに変更。
- 2017年3月 - IoT関連ソフトウェア群「SAP Leonardo」と同ソフトウェア群の導入を支援する「ジャンプスタートイネーブルメントプログラム」を発表[44][45]。
- 2017年3月 - Appleと共同でSAP Cloud Platform SDK for iOSのリリースを発表[64]。
- 2017年3月 - Googleとクラウド分野での協業を発表[52]。
- 2018年1月 - 米 Recast.AI を買収し、「SAP Leonardo Machine Learning」の機能強化を発表[65]。
- 2018年1月 - クラウドネイティブCRMの米カリダスの買収を発表[66]。
- 2018年6月 - マイクロソフトとの提携拡大を発表。マイクロソフトが「SAP S/4HANA」を採用し、SAPは同社のクラウドサービスを「Microsoft Azure」上で稼働させるなど、両社の製品／サービスの相互利用範囲を拡大させた[67]。
- 2018年6月 - ブロックチェーン・アズ・ア・サービス（BaaS）として「SAP Cloud Platform Blockchain」の提供を開始[46]。ブロックチェーンコンソーシアムの結成を発表[47]。
- 2019年10月 - 2010年からCEOに就任していたビル・マクダーモット (Bill McDermott) が退任し、ジェニファー・モーガン (Jennifer Morgan) とクリスチャン・クライン (Christian Klein) が共同CEOに就任した[68][69]。モーガンは同年の『フォーブス』誌「世界で最も影響力の高い女性」のテクノロジー部門上位10名にも選出された[70]。
- 2020年2月 - 『フォーブス』誌による「多様性施策に優れた米国の職場ランキング2020」でSAPが1位を獲得[71]。
- 2022年4月 - ロシアによるウクライナ侵攻を受けロシアからの事業撤退を表明[72]。

### 企業買収
| 買収時期   | 企業名                      | 主要事業領域                                                   |
| ---------- | --------------------------- | -------------------------------------------------------------- |
| 1996年     | Dacos                       | 小売ソリューション                                             |
| 1997年     | Kiefer & Veittinger         | 営業支援アプリケーション                                       |
| 1998年     | OFEK-Tech                   | 倉庫および流通センター向けソフトウェア                         |
| 1998年     | AMC Development             | コールセンター向け電話統合ソフト                               |
| 1999年     | Campbell Software           | 人材管理ソフト                                                 |
| 2000年     | In-Q-My Technologies GmbH   | J2EE Server                                                    |
| 2001年2月  | Prescient Consulting        | コンサルティングサービス                                       |
| 2001年3月  | Toptier                     | 企業情報ポータルおよび統合インフラ                             |
| 2001年5月  | Infinite Data Structures    | 取引管理、CRM                                                  |
| 2001年11月 | COPA GmbH                   | 飲料業界向けコンサルティングサービス                           |
| 2001年12月 | Paynet International AG     | 請求管理                                                       |
| 2002年2月  | Topmanage                   | SAP BusinessOne Suite                                          |
| 2002年5月  | Expression                  | リアルタイムファイル共有サービス                               |
| 2002年5月  | IMHC                        | 統合医療管理システム                                           |
| 2002年12月 | Guimachine                  | NetWeaver Visual Composer toolkit                              |
| 2003年6月  | DCW Software                | OS/400 Applications                                            |
| 2003年12月 | SPM Technologies            | ITアーキテクチャコンサルティングサービス                       |
| 2004年6月  | A2i                         | マスタデータ管理システム                                       |
| 2005年1月  | ilytix                      | SAP BusinessOne Business Intelligence                          |
| 2005年1月  | TomorrowNow                 | 非公式市場支援システム                                         |
| 2005年2月  | DCS Quantum                 | 自動取引管理システム                                           |
| 2005年6月  | Lighthammer                 | 製造インテリジェンスおよびコラボレーティブ製造システム         |
| 2005年9月  | Triversity                  | POSシステム                                                    |
| 2005年11月 | Khimetrics                  | 小売りソフト                                                   |
| 2005年11月 | Callixa                     | 企業統合情報システム                                           |
| 2005年12月 | SAP Systems Integration     | コンサルティングサービス                                       |
| 2006年4月  | Virsa Systems               | コンプライアンスソリューション                                 |
| 2006年5月  | Frictionless Commerce       | SRMソフト                                                      |
| 2006年6月  | Praxis Software Solutions   | WebベースCRM、Eコマース                                        |
| 2006年12月 | Factory Logic               | 生産スケジューリングシステム、サプライ同期システム             |
| 2007年2月  | Pilot Software              | 戦略管理ソフト                                                 |
| 2007年5月  | Outlooksoft                 | プランニングおよび統合                                         |
| 2007年5月  | MaXware                     | アイデンティティソフト                                         |
| 2007年5月  | Wicom Communications        | インターネットコミュニケーションソフト                         |
| 2007年10月 | Yasu Technologies Pvt. Ltd. | ビジネスルール管理ソフト                                       |
| 2007年10月 | Business Objects            | ビジネスインテリジェンス                                       |
| 2008年6月  | Visiprise                   | 生産実行システム                                               |
| 2009年5月  | Highdeal                    | 大規模請求管理                                                 |
| 2009年9月  | SAF                         | 在庫システム                                                   |
| 2010年5月  | TechniData                  | 環境、医療、安全                                               |
| 2010年5月  | Sybase                      | データベース、ミドルウェア、モバイル                           |
| 2010年12月 | Cundus                      | ディスクロージャー管理ソフト                                   |
| 2011年3月  | Secude（セキュリティ部門）  | セキュリティソフト                                             |
| 2011年9月  | Crossgate                   | B2Bコマース                                                    |
| 2011年9月  | Right Hemisphere            | 3Dビジュアライゼーション                                       |
| 2011年12月 | SuccessFactors              | クラウドベース人材管理ソフト                                   |
| 2012年1月  | datango                     | 電子パフォーマンス支援技術                                     |
| 2012年6月  | Syclo                       | モバイル資産管理                                               |
| 2012年10月 | アリバ                      | 電子購買サプライヤーネットワーク                               |
| 2013年2月  | Ticket-Web                  | スポーツおよびエンターテインメント業界向けCRM                  |
| 2013年2月  | SmartOps                    | 在庫最適化ソリューション                                       |
| 2013年3月  | Camilion                    | 保険ソリューション                                             |
| 2013年5月  | hybris                      | カスタマーエクスペリエンス、Eコマース向けソリューション        |
| 2013年10月 | KXEN                        | 予測分析サービス                                               |
| 2014年3月  | Fieldglass                  | 臨時雇用人材管理サービス                                       |
| 2014年5月  | SeeWhy                      | 行動ターゲットマーケティング分析                               |
| 2014年9月  | コンカー・テクノロジーズ    | クラウドベース旅行および経費精算サービス                       |
| 2014年10月 | Saicon INC                  | リクルートメントサービス                                       |
| 2016年2月  | MeLLmo Inc. (Roambi)        | モバイル向けビジネスインテリジェンス                           |
| 2016年6月  | Fedem Technology            | IoT                                                            |
| 2016年8月  | Altiscale                   | ビッグデータ&Hadoopホスティングサービス                        |
| 2016年10月 | Plat.One                    | IoT                                                            |
| 2016年12月 | Abakus                      | マーケティングアトリビューション                               |
| 2017年9月  | Gigya                       | カスタマーアイデンティティ管理                                 |
| 2018年1月  | Recast.ai                   | 会話型ユーザーエクスペリエンスAIサービス                       |
| 2018年1月  | カリダス                    | SaaS型CRM                                                      |
| 2018年6月  | Coresystems                 | フィールドサービス管理プラットフォーム                         |
| 2018年11月 | Contextor                   | RPA                                                            |
| 2019年1月  | クアルトリクス              | カスタマーエクスペリエンスマネジメント                         |
| 2020年10月 | Emarsys                     | オムニチャネル・カスタマー・エンゲージメント・プラットフォーム |
| 2021年1月  | Signavio GmbH               | ビジネスプロセスインテリジェンス                               |
| 2021年2月  | AppGyver                    | ノーコード開発プラットフォーム                                 |

### 創業者
SAPは1972年にIBMドイツ法人出身の下記の5名のエンジニアによって創設された。
- ハッソ・プラットナー (Hasso Plattner)[81]
- クラウス・チラ (Klaus Tschira)[81]
- クラウス・ヴェレンロイター (Claus Wellenreuther)[81]
- ディートマー・ホップ (Dietmar Hopp)[81]
- ハンス＝ヴェルナー・ヘクトア (Hans-Werner Hector)[81]